# Canon PowerShot A530
Canon PowerShot A530 je digitalni fotoaparat serije Powershot A podjetja Canon. Na tržišče je prišel leta 2006 hkrati z nekoliko zmogljivejšim modelom Canon PowerShot A540.

## Značilnosti
- senzor s 5 milijoni točk
- 4-kratni optični zoom
- procesor DIGIC II
- 9-točkovno ostrenje
- občutljivost do ISO 800
- snemanje filmskih posnetkov (zapis AVI) v kvaliteti VGA z zvokom * 1.8" LCD-zaslon
- USB 2.0
- pomnilniška kartica SD